# Herman Georges Berger
Herman Georges Berger, també conegut com a Henri Georges Berger i H. Georges-Berger, (Bassens, Gironda, 1 d'agost de 1875 – Niça, 13 de gener de 1924) va ser un tirador francès que va competir a principis del segle xx.
El 1900 va prendre part en els Jocs Olímpics de París, on disputà, sense sort, dues proves del programa d'esgrima. Vuit anys més tard, als Jocs de Londres, tornà a disputar dues proves d'esgrima. En la competició d'espasa individual quedà eliminat en semifinals, mentre en la competició d'espasa per equips guanyà la medalla d'or.